# Callona
Callona is een geslacht van kevers uit de familie van de boktorren (Cerambycidae). De wetenschappelijke naam van het geslacht werd in 1840 gepubliceerd door George Robert Waterhouse.

## Soorten
- Callona basilea (Bates, 1880)
- Callona championi (Bates, 1885)
- Callona flavofasciata Eya & Tyson, 2011
- Callona iridescens (White, 1853)
- Callona lampros (Bates, 1885)
- Callona praestans (Casey, 1912)
- Callona rimosa (Buquet, 1840)
- Callona rutilans (Bates, 1869)
- Callona thoracica (White, 1853)
- Callona tricolor Waterhouse, 1840